# パトリック・ハミルトン
パトリック・ハミルトン（Patrick Hamilton, 1504年 - 1528年2月29日）は、スコットランド王国の牧師、初期のプロテスタント宗教改革者である。ヨーロッパに渡り、主要な宗教改革者たちと会い、その後スコットランドに戻って説教した。彼はジェームズ・ビートン大司教の異端審問にかけられ、セント・アンドルーズで火あぶりにされ殉教した。

## 生い立ち
スコットランド最大の貴族ハミルトン家のパトリック・ハミルトン卿と、オールバニ公アレグザンダー（スコットランド王ジェームズ3世の弟）の娘キャサリン・ステュアートの2番目の息子として、グラスゴーに生まれた。1517年14歳の時に、ロス州ファーレンの名目上の修道院長になった。パリ大学に留学して研究する費用はここから出た。パリ大学において当時広がっていた、宗教改革者マルティン・ルターの教理を学んだ。1521年にはエラスムスに学ぶためルーフェンに行った。

## 帰国
帰国後、スコットランドの宗教と学問の中心地であるセント・アンドルーズに住居を選んだ。1523年6月9日に、セント・アンドルーズ大学のメンバーとなり、1524年10月3日から教養学部に入る。
1527年、ビートン大司教はハミルトンに異端の嫌疑をかけ、審問にかけるように命じた。ドイツに逃れたハミルトンは、マルティン・ルターを訪問した。同年秋にハミルトンは、信じるところに従ってスコットランドに帰国した。そして身分の高い貴族階級の若い婦人と結婚したが、その名前は判明していない。

## 殉教
ビートン大司教は、ハミルトンが王族に縁故がある高位の貴族階級の人間であることを恐れて、公の暴力手段に訴えることを避け、セント・アンドルーズの会議に招いた。宗教改革者ハミルトンは、殉教によって証しを立てようと決心し、招待を受け入れた。カトリックの司教団は彼を異端者として非難し、火あぶりによる処刑を命じた。友人らによる助命が行われないように、刑は即日執行された。彼は正午から午後6時にかけて火あぶりにされた。
ハミルトンの最後の言葉は、 "Lord Jesus, receive my spirit".「主イエスよ、私の霊をお受け下さい」だった。